# بادي سميث
بادي سميث (بالإنجليزية: Paddy Smith) هو لاعب كرة قاعدة أمريكي، ولد في 16 مايو 1894 في بيلهام في الولايات المتحدة، وتوفي في 2 ديسمبر 1990 في نيو روتشيل في الولايات المتحدة.

## وصلات خارجية
- بادي سميث على موقعبيزبول رفرنس.كوم (الدوري الرئيسي) (الإنجليزية)
- بادي سميث على موقعبيزبول رفرنس.كوم (الدوري الثانوي) (الإنجليزية)